# Internationale Noord-Zuid Transportcorridor

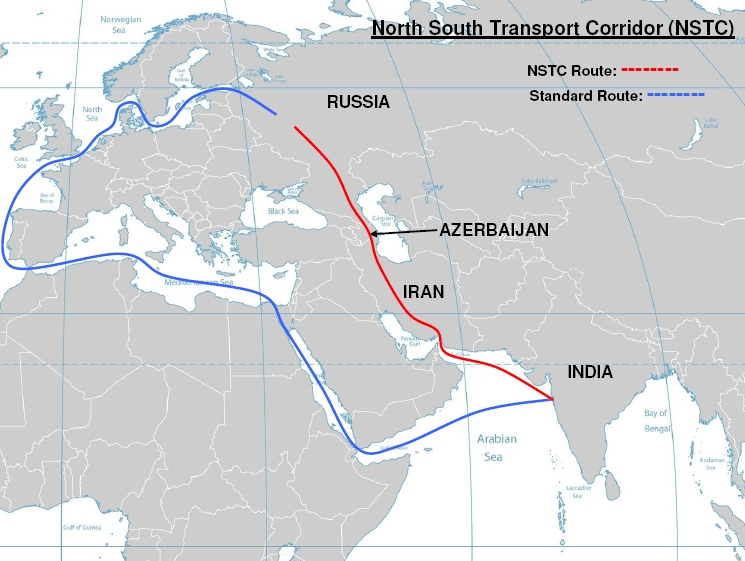
De Noord-Zuid Transportcorridor (rood) versus de standaardroute (blauw) van Rusland naar India.

De Internationale Noord-Zuid Transportcorridor (International North–South Transport Corridor, INSTC) is een 7.200 km lang netwerk van multimodaal goederenvervoer per schip, spoor en weg tussen India, Iran, Azerbeidzjan en Rusland, met vertakkingen naar Centraal-Azië en Europa.
Het doel van de corridor is het verbeteren van de handelsbetrekkingen tussen de betrokken landen, aangezien transport langs dit traject veel korter, sneller en dus goedkoper is dan de traditionele route via het Suezkanaal.
Rusland, Iran en India tekenden de oorspronkelijke overeenkomst op 16 mei 2002, maar het project bleef jarenlang sluimeren. De plannen voor de route lopen parallel met de Overeenkomst van Asjchabad, een multimodale vervoersovereenkomst tussen India, Oman, Iran, Turkmenistan, Oezbekistan en Kazachstan, om het goederenvervoer te vergemakkelijken tussen Centraal-Azië, de Perzische Golf, via de haven van Bandar Abbas, tot de haven van Mumbai in India. In mei 2023 werd een akkoord bereikt om de laatste link van 164 km in het noorden van Iran binnen drie jaar te voltooien.
De route is van strategisch belang voor India, vanwege de toegang tot Centraal-Azië en Afghanistan buiten Pakistan om. Voor Rusland biedt het een welkome uitweg naar Zuid-Azië, gezien de Europese sancties na de invasie van Oekraïne in 2022 en de spanningen rond de doorvoer langs Kaliningrad.
Toch verwachten waarnemers voorlopig geen massaal verkeer op de route, vanwege Westerse druk op India, de sancties ten aanzien van Iran en Rusland, en logistieke problemen op de route, die eigenlijk een verzameling is van sterk uiteenlopende verkeerswegen.